# محافظة فين فوك
محافظة فين فوك  ( بالفيتنامية : Vĩnh Phúc ) هي إحدى محافظات فيتنام. وتقع في دلتا النهر الأحمر شمال فيتنام.

## روابط إضافية
- Official Site of Vinh Phuc Government[وصلة مكسورة]